# ザ・ヒットパレード〜芸能界を変えた男・渡辺晋物語〜
『ザ・ヒットパレード〜芸能界を変えた男・渡辺晋物語〜』（ザ・ヒットパレード げいのうかいをかえたおとこ わたなべしんものがたり）は、2006年5月26日と27日に、フジテレビ系列で放送されたテレビドラマのスペシャルである。

## 放送日時・時間
- 2006年5月26日　21:00〜22:52（金曜エンタテイメント枠） 視聴率15.3％
- 同年5月27日　21:00〜22:54（土曜プレミアム枠）           視聴率15.3％

（時間は日本時間で表記している。）

## 概要
- 渡辺プロダクション創立50周年プロジェクトの一環で製作された。そのため、キャストの多くがワタナベエンターテインメント所属俳優・タレントで占められている。
- テレビ界の改革者、その上芸能界やエンターテインメントの礎を築き上げた、渡辺晋の生涯にスポットを当てつつ、彼を支えてきた妻の美佐や、キラ星のごとく登場したスターおよび熱きテレビマン達が生きたテレビ黎明期を描いている。当然、実話が元にはなっているが、清水高志や森山猛らの架空の人物も加えるなど、ドラマ的フィクションが加わった作品に仕上がっている。
- 所々で、実際のニュース映像やCM、番組映像（同局で2010年まで元日に放送していた『新春かくし芸大会』に加え、日本テレビの『シャボン玉ホリデー』・NHKの『紅白歌合戦』など）も挿入され、ドラマの本編では、当時を意図した白黒画像処理された映像やカラー放送開始当初の映像質感も取り入れられている。
- また、番宣ポスター等がフジテレビの旧ロゴ（1986年3月まで）になっている。

## ストーリー
- 前編は、晋がジャズバンドという職に目をつけ、高志らと「渡辺晋とシックス・ジョーズ」として米軍キャンプで演奏するところから話は始まる。そこで曲直瀬美佐（のちの渡辺美佐）と知り合い、自分達のマネージャーになってほしいと依頼する。まもなく、ロカビリーの時代が到来し、仲間達の挫折を目の当たりにした中で、「マネージメントで日本のエンターテインメントを変える」ことを決意し、美佐と結婚、「渡辺プロダクション」を設立する。ハナ肇や山下敬二郎、植木等ら新しい才能を発掘してゆく。そして、文化放送から開局間近になったフジテレビに移籍する椙山が、ハナ肇とクレージーキャッツにテレビの出演を依頼し、青島を放送作家として起用して『おとなの漫画』として成功するのと同時に、番組のスポンサーであった大空石油社長の森山猛から誘われ「若手財界人の会」へ入会する。『おとなの漫画』の成功を受けて、椙山らと『ザ・ヒットパレード』を企画。しかし、資金面の問題で一度挫折しかけるが、晋が椙山に「制作費は全部ウチが出す。その代わり、（渡辺プロダクションの）テロップを出してほしい」と持ちかけたため、再び企画が動き出す。番組は、「手弁当感覚でやろう」ということで、司会にはミッキー・カーチス、“売り”はのちにザ・ピーナッツとなる双子の姉妹、バックバンドとして「踊る指揮者」として異名を取っていたスマイリー小原とスカイライナーズでやろうということにもなり、タイトルも『ザ・ヒットパレード』と決定したものの、晋が「何かが足りない…」と言い出したため、強烈なインパクトを与えるために、番組のテーマ曲を作ることを決め、第1回目の放送を迎えることになる。
- 後編は、山下の独立と、『おとなの漫画』のスポンサーであった大空石油社長の森山から誘われて入会した「若手財界人の会」から除名を言い渡されるところから展開してゆく。そんな中、植木が鼻歌で口ずさんでいた歌が自社製作でレコード化されることになるものの、青島がつけた歌詞がバカバカしく、「こんなバカげた歌を歌うために歌手になったんじゃない」と思い悩んだ植木は実家の父（真宗大谷派の寺の住職）に相談する。ところが、歌詞の一部である「わかっちゃいるけどやめられない」のフレーズを聞いたとき、植木の父は、「これは、親鸞聖人に通ずるものがある。また、誰がお前のためにレコードを製作してくれる会社がある」と諭され、植木は歌うことを決意する。これがのちの「スーダラ節」になる。晋は、一度見放された財界へ向き合おうと決意し努力するが、身体は精神的にも肉体的にも追い詰められ、社内でも孤立していき、遂に晋は倒れてしまう。そんな中、突然のキャンディーズの解散宣言で、忘れかけていた“マネージメントで日本のエンターテインメントを変えること”を美佐とともに思い出す。キャンディーズに「いいよ、夢を与えてくれてありがとう、そしてお疲れ様」と解散を許す。それでも、晋の体調は次第に悪化してゆき、再度入院する。その病床で森山から「藍綬褒章」の受章が決まったと聞かされる。

## キャスト
- 渡辺晋 - 柳葉敏郎
- 椙山浩一(すぎやまこういち) - 原田泰造
- 清水高志 - 吉田栄作
- 青島幸男 - 石黒賢
- 宮川泰 - 近藤芳正
- スマイリー小原 - 宇梶剛士
- ザ・ピーナッツ
  - 伊藤日出代 - 安倍なつみ
  - 伊藤月子 - 安倍麻美  ※初の姉妹共演
- 辻一郎（渡辺プロの社員） - 杉崎真宏　※ナレーションも担当（辻から見た視点）
- 辻太郎（一郎の父）- 平賀雅臣
- 辻花子（一郎の母） - 松本明子
- 奥沢運転手 - 金田明夫
- 丸山義彦 - 佐藤二朗
- 中村八大 - ふかわりょう
- 山下敬二郎 - 和田正人
- ミッキー・カーチス - 城田優
- キャンディーズ
  - 田中好子 - サエコ
  - 伊藤蘭 - はるの
  - 藤村美樹 - 小泉瑠美
- ハナ肇とクレージーキャッツ
  - ハナ肇 - 阿南健治
  - 植木等 - 陣内孝則
  - 谷啓 - 杉山裕之（我が家）
  - 犬塚弘 - 大滝裕一（18KIN）
  - 桜井センリ - 斉藤優（パラシュート部隊）
  - 安田伸 - 谷田部俊（我が家）
  - 石橋エータロー - 坪倉由幸（我が家）
- 沢田研二 - 遠藤雄弥
- 平尾昌晃 - 山崎雄介
- 森山猛 - 時任三郎
- 植木等の父 - 伊東四朗
- 渡辺美佐 - 常盤貴子

## スタッフ
- 脚本：矢島正雄
- 音楽：佐橋俊彦
- 制作統括：大多亮、石原隆
- プロデューサー：後藤博幸
- 企画・プロデュース：栗原美和子、渡辺ミキ
- 演出：鈴木雅之
- 制作著作：フジテレビ、渡辺プロダクション